# 金沢弁護士会
金沢弁護士会（かなざわべんごしかい）は石川県にある弁護士会。
県都名を冠する弁護士会は金沢弁護士会と仙台弁護士会（宮城県）のみである。

## 業務内容
- 石川県庁・県下各市町村で行なわれる法律相談の運営
- 裁判員制度の普及活動
- 日本弁護士連合会との連携事業

## 金沢弁護士会館
2016年（平成28年）1月に完成し、同年1月18日より業務を開始した。金沢家庭裁判所の跡地に建設され、隣接する金沢地方裁判所庁舎と調和したガラス張りの建物となっている。同年7月に「法テラス石川」が会館内に移転する予定である。